# Municipio de Redbank (condado de Clarion)
El municipio de Redbank (en inglés: Redbank Township) es un municipio ubicado en el condado de Clarion en el estado estadounidense de Pensilvania. En el año 2000 tenía una población de 1.502 habitantes y una densidad poblacional de 19.3 personas por km².

## Geografía
El municipio de Redbank se encuentra ubicado en las coordenadas 41°04′15″N 79°16′08″O / 41.07083, -79.26889.

## Demografía
Según la Oficina del Censo en 2000 los ingresos medios por hogar en la localidad eran de $31,622 y los ingresos medios por familia eran de $35,185. Los hombres tenían unos ingresos medios de $28,800 frente a los $18,452 para las mujeres. La renta per cápita de la localidad era de $13,762. Alrededor del 11,0% de la población estaba por debajo del umbral de pobreza.